# Melantea
En la mitología griega, Melantea o Melancia (en griego Μελανθείας) era hija del dios-río Alfeo tan sólo citada por Plutarco.
Plutarco, disertando acerca del rico vino beocio de Antedón, narra su historia. Nos dice que antiguamente llamaban Irene a Calauria por una mujer, Irene, que según cuentan, nació de Poseidón y Melancia, hija de Alfeo. Pero después, cuando los compañeros de Anto e Hipera se establecieron allí, llamaron a la isla Antedonia e Hiperia. Según Aristóteles el oráculo decía así: bebe vino con poso, puesto que no habitas Antedón ni la sagrada Hipera, donde bebiste vino sin poso. El autor continúa diciendo que Mnasigitón alegaba que Anto, hermano de Hipera, desapareció cuando aún era un niño de pecho y que Hipera fue de un lado a otro en su búsqueda y así llegó a Feras a casa de Acasto, donde casualmente Anto servía como esclavo y tenía asignada la función de escanciar. Cuando estaban en un banquete, el joven reconoció a su hermana al acercarle la copa y le dijo en voz baja: bebe vino con poso, pues no habitas Antedón.
Nótese que la isla de Calauria es la actual Poros, situada en la entrada del golfo Sarónico, en la costa de la Argólida.